# 돈 재기어
돈 버나드 재기어(영어: Don Bernard Zagier, 1951년 6월 29일 ~ )는 미국의 수학자다. 현재 본 막스 플랑크 수학연구소에 있고, 콜레주 드 프랑스의 교수이다.

## 생애
하이델베르크에서 태어났다. 어머니는 심리학자였고, 아버지는 스위스 미국 대학교(American College of Switzerland)의 교무부장이었으며 5개국의 국적을 보유하였다. 재기어는 13세에 고등학교를 졸업하고, 매사추세츠 공과대학교에서 3년 동안 공부하여 16세의 나이에 학사 및 석사 학위를 취득하였다. 본 대학교에서 프리드리히 히르체브루흐 아래 특성류에 대한 박사 학위 논문을 집필하였고, 20세에 박사 학위를 수여받았다. 23세에 하빌리타치온을 수여받았고, 24세에 교수가 되었다.